# جوناثان لبنيكي
جوناثان لبنيكي (بالإنجليزية: Jonathan Lipnicki)‏ ممثل شاب، ولد في 22 أكتوبر 1990، بولاية كاليفورنيا الأمريكية. ذاع صيته بعد أداءه لأدوار عدة في أفلام هوليود كأفلام جيري ماغواير وستيوارت ليتل ولايك مايك

## حياته
ولد جوناثان لبنيكي في ويستلاك فيلاج، لوس أنجليس، كاليفورنيا وأبواه هما جوزيف وروندا (اسمها قبل الزواج:روزين) لبنيكي، لديه أخت أكبر منه سنا وهي ألكسيس. تعود جذور عائلة لبنيكي إلى أصول يهودية

## روابط خارجية
- جوناثان لبنيكي على موقع IMDb (الإنجليزية)
- جوناثان لبنيكي على موقع ميتاكريتيك (الإنجليزية)
- جوناثان لبنيكي على موقع روتن توميتوز (الإنجليزية)
- جوناثان لبنيكي على موقع ألو سيني (الفرنسية)
- جوناثان لبنيكي على موقع أول موفي (الإنجليزية)
- جوناثان لبنيكي على موقع قاعدة بيانات الأفلام السويدية (السويدية)
- جوناثان لبنيكي على موقع إن إن دي بي (الإنجليزية)
- جوناثان لبنيكي على موقع قاعدة بيانات الفيلم (الإنجليزية)
- جوناثان لبنيكي على موقع كينوبويسك (الروسية)